# جيم فان فيسيم
جيم فان فيسيم (بالهولندية: Jim van Fessem)‏ (7 أغسطس 1975 بتلبرغ في هولندا - ) هو لاعب كرة قدم هولندي في مركز حراسة المرمى. لعب مع أدو دين هاغ ودي غرافشاب وفيتيسه آرنهم وفيلم تو تيلبورغ وناك بريدا.

## وصلات خارجية
- جيم فان فيسيم على موقع قاعدة بيانات كرة القدم.إي يو (الإنجليزية)